# دلغشا (مقاطعة تشالوس)
دلغشا (بالفارسية: دلگشا) هي مستوطنة تقع في قسم كلارستاق الغربي الريفي (مقاطعة تشالوس) في إيران. يقدر عدد سكانها بـ 445 نسمة .